# Lorenza Guerrieri
Lorenza Guerrieri (18 de abril de 1944) es una actriz italiana.

## Biografía
Nacida en Roma, Lorenza Guerrieri  debutó en el cine a mediados de los años 60, en Le sedicenni, y después actuó en películas de otros géneros, principalmente en papeles secundarios. Ella se hizo popular con la serie de televisión Michele Strogoff (1975), en la que interpretó el papel de Nadia Fedor; desde entonces, centró su carrera en la televisión.  Menos prolífica es su carrera de teatro, que, sin embargo, incluye trabajos con Garinei & Giovannini, Alberto Lionello y Maurizio Scaparro.